# William Hepburn Russell

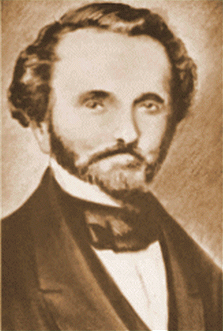
William Russell 1860

William Hepburn Russell (* 31. Januar 1812 in Burlington, Vermont; † 10. September 1872 in Palmyra, Missouri) war ein US-amerikanischer Geschäftsmann.
Berühmt wurde er als einer der Mitbegründer des legendären Pony-Express, einer berittenen Schnellpostlinie, die St. Louis (Missouri) mit Sacramento (Kalifornien) verband. Obwohl der Pony-Express nur von April 1860 bis Oktober 1861 betrieben wurde und ein finanzielles Desaster war, wurde er zu einem Mythos des Wilden Westens.
| Personendaten    | Personendaten                   |
| ---------------- | ------------------------------- |
| NAME             | Russell, William Hepburn        |
| KURZBESCHREIBUNG | US-amerikanischer Geschäftsmann |
| GEBURTSDATUM     | 31. Januar 1812                 |
| GEBURTSORT       | Burlington, Vermont             |
| STERBEDATUM      | 10. September 1872              |
| STERBEORT        | Palmyra, Missouri               |